# Cratere Hale (Marte)
Hale è un cratere sulla superficie di Marte.
Il cratere è dedicato all'astronomo statunitense George Ellery Hale.